# Провинция Венесуэла
Провинция Венесуэла (исп. Provincia de Venezuela) или Провинция Каракас (исп. Provincia de Caracas) — ныне несуществующая провинция Испанской Империи, позже Великой Колумбии (1824—1830 годы) и Венесуэлы (с 1830 года).

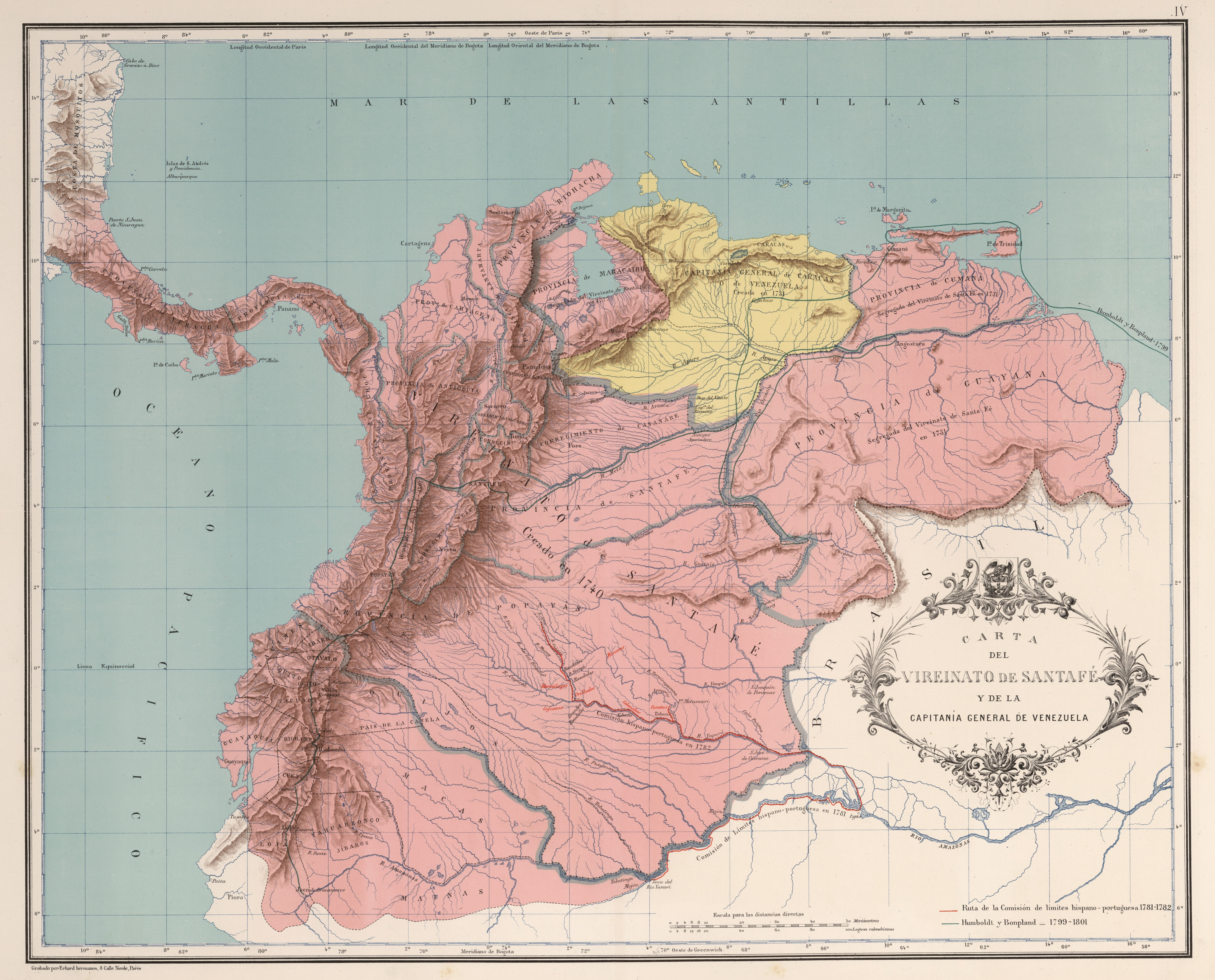
Провинция Венесуэла (выделена жёлтым)

## Колониальная история
История провинции берет свое начало с основания города Санта-Ана-де-Коро Хуаном де Ампьезом, первым губернатором провинции. Коро был столицей провинции до 1546 года, после столицей стал Эль-Токуйо (1546—1577 годы). Столица была перенесена в Каракас в 1577 году Хуаном де Пиментелом. Некоторое время столицей был город Калабозо (основан в 1724 году).
Провинция Новая Андалусия (основана в 1537 году) существовала на восточной границе, кроме короткого периода (1633—1654 годы), когда провинция Новая Каталония существовала между провинциями Венесуэла и Новая Андалусия. Провинция Гуаяна (с 1585 года) образует южную границу.
Большую часть своего существования провинция была предметом судебного и административного надзора Королевской Аудиенции Санто-Доминго (за исключением двух коротких периодов с 1717 по 1723 и с 1739 по 1742 годы). Административный надзор был передан Вице-королевству Новая Гранада, когда оно было создано в 1717 году, а в 1777 году новому генерал-капитанству Венесуэла. Юридическое сопровождение Санто-Доминго завершилось в 1786 году, когда Королевская аудиенция Каракаса начала функционировать в новом Генерал-Капитанстве.

## Независимость
Провинция была одной из 7 подписавших Декларацию независимости Венесуэлы. К концу венесуэльской войны за независимость она была включена в Великую Колумбию.
С независимостью Венесуэлы в 1830 году провинция была одной из 11 провинций, став одной из 13 в 1840 году. В 1848 году провинции Арагуа и Гуарико были разделены. После Федеральной войны в 1864 году были созданы Штаты Венесуэлы, и провинция перестала существовать.